# Partie iliaque du fascia ilio-psoïque
La partie iliaque du fascia ilio-psoïque (ou fascia iliaque) est le fascia recouvrant le muscle iliaque. Il forme, avec la partie psoïque, le fascia ilio-psoïque.

## Structure
La partie iliaque du fascia ilio-psoïque est en continuité avec le fascia transversalis.
Elle s'attache en haut et latéralement sur toute la longueur de la lèvre interne de la crête iliaque.
Elle fusionne avec le bord postérieur du ligament inguinal.
Elle se poursuit vers le bas jusqu'au petit trochanter et s'unit à la gaine fémorale.
Au niveau de l'éminence iliopubienne, elle reçoit le tendon d'insertion du muscle petit psoas, lorsque ce muscle existe.
Immédiatement latéralement aux vaisseaux fémoraux, elle se prolonge vers l'arrière et médialement à partir du ligament inguinal sous la forme d'une bande qui s'attache à l'éminence iliopubienne formant l'arc iliopectiné. Ce dernier séparant la lacune vasculaire rétro-inguinale de la lacune musculaire rétro-inguinale.